# کواتر
کواتر، روستایی از توابع بخش مرکزی شهرستان کارون در استان خوزستان ایران می باشد.

## جمعیت
این روستا در دهستان کوت عبدالله قرار دارد و براساس سرشماری مرکز آمار ایران در سال ۱۳۸۵، جمعیت آن ۴۶۸ نفر (۸۷خانوار) بوده‌است.